# Distretto di Sela
Il distretto di Sela è  un distretto dell'Eritrea nella regione dell'Anseba, con capoluogo Sela.